# Оракл (Аризона)
Оракл (енгл. Oracle) насељено је место без административног статуса у америчкој савезној држави Аризона.

## Демографија
По попису из 2010. године број становника је 3.686, што је 123 (3,5%) становника више него 2000. године.
| Група             | 2000.         | 2010.         |
| Белци             | 2.120 (59,5%) | 2.035 (55,2%) |
| Афроамериканци    | 5 (0,1%)      | 14 (0,4%)     |
| Азијати           | 3 (0,1%)      | 13 (0,4%)     |
| Хиспаноамериканци | 1.365 (38,3%) | 1.520 (41,2%) |
| Укупно            | 3.563         | 3.686         |